# Volpone albo lis (Teatr Telewizji)
Volpone albo lis – spektakl Teatru Telewizji Polskiej, wyprodukowany w 2006 roku na podstawie sztuki Bena Jonsona Volpone. Reżyserem widowiska był Grzegorz Warchoł.

## Obsada
- Jerzy Stuhr – Volpone
- Piotr Grabowski – Mosca
- Michał Czernecki – rejent
- Jan Peszek – kupiec Secco
- Jerzy Trela – kupiec Corbaccio
- Agnieszka Kawiorska – Celia Corbaccio